# Alba Roballo
Alba Roballo, född 1908, död 1996, var en uruguayansk politiker, kulturminister 1968 och landets första kvinnliga minister.